# Mohéli uralkodók házastársainak listája

A Mohéli Királyság zászlaja 1891–1904

A mohéli uralkodók házastársainak listáját tartalmazza az alábbi táblázat 1830-tól 1909-ig.
A Comore-szigetek egyik szigetén egy iszlám vallású monarchia létezett Mohéli Királyság vagy Mohéli Szultanátus néven (helyi nyelven Mwali), melynek uralkodói a szultán illetőleg a francia uralom révén a királyi címet viselték. 1830-tól a madagaszkári királyi ház, az Imerina-dinasztia egy oldalága uralkodott a szigetországban. 1886-tól francia protektorátus lett, 1909-ben Szalima Masamba királynőt lemondatták a trónról, de hivatalosan 1912-től kezdődött a gyarmati uralom Mohélin, illetőleg a Comore-szigeteken.

## Mohéli (Mwali) Királyság (Szultanátus)

### Imerina-dinasztia, Fomboni székhellyel, 1830–1909
| Képe                                                           | Neve | Apja | Születése                                                      | Házassága | Uralkodói hitvessé válása (koronázása) | Uralkodói hitvesi terminus vége                                | Halála                                                         | Házastársa                         |
| -------------------------------------------------------------- | --- | --- | -------------------------------------------------------------- | --- | --- | -------------------------------------------------------------- | -------------------------------------------------------------- | ---------------------------------- |
| –                                                              | Ravao királyné (szultána) | Andriantsziahofa | ?                                                              | 1828 előtt | 1830 férje trónra lépte | 1842 férje halála                                              | 1847 megmérgezték                                              | I. Abdul Rahman                    |
|                                                                | Szaidi (Szajjid) Hamada (Muhammad) bin Nasszer Al-Buszaidi Makadara (Mkadara) a királynő (szultána) férje Mohéli hercege (Princeps Consors)      | Szajjid Nasszer bin Hamid bin Szaid bin Hamad bin Halaf Al-Buszaidi zanzibári és ománi herceg (Al-Buszaid-dinasztia) | ?                                                              | 1852. szeptember 9., Fomboni Elnyeri a Mohéli hercege (Princeps Consors) és régense címeket, de nem kap királyi (szultáni) titulust a felesége mellett. | 1852. szeptember 9., Fomboni Elnyeri a Mohéli hercege (Princeps Consors) és régense címeket, de nem kap királyi (szultáni) titulust a felesége mellett.                            | 1865. szeptember felesége lemond a fiuk javára a trónról       | 1878 előtt                                                     | Dzsombe Szudi                      |
| Nem nősült meg, uralkodása alatt nem volt házastársa 1865–1874 | Nem nősült meg, uralkodása alatt nem volt házastársa 1865–1874                                                                                   | Nem nősült meg, uralkodása alatt nem volt házastársa 1865–1874                                                       | Nem nősült meg, uralkodása alatt nem volt házastársa 1865–1874 | Nem nősült meg, uralkodása alatt nem volt házastársa 1865–1874                                                                                          | Nem nősült meg, uralkodása alatt nem volt házastársa 1865–1874 | Nem nősült meg, uralkodása alatt nem volt házastársa 1865–1874 | Nem nősült meg, uralkodása alatt nem volt házastársa 1865–1874 | Mohamed bin Szaidi Hamadi Makadara |
|                                                                | Szaidi (Szajjid) Hamada (Muhammad) bin Nasszer Al-Buszaidi Makadara (Mkadara) újra a királynő (szultána) férje Mohéli hercege (Princeps Consors) | Szajjid Nasszer bin Hamid bin Szaid bin Hamad bin Halaf Al-Buszaidi zanzibári és ománi herceg (Al-Buszaid-dinasztia) | ?                                                              | 1852. szeptember 9., Fomboni | 1874 felesége újra trónra lép a fiuk meggyilkolása után Elnyeri a Mohéli hercege (Princeps Consors) és régense címeket, de nem kap királyi (szultáni) titulust a felesége mellett. | 1878 előtt                                                     | 1878 előtt                                                     | Dzsombe Szudi                      |
| Nem nősült meg, uralkodása alatt nem volt házastársa 1878–1885 | Nem nősült meg, uralkodása alatt nem volt házastársa 1878–1885                                                                                   | Nem nősült meg, uralkodása alatt nem volt házastársa 1878–1885                                                       | Nem nősült meg, uralkodása alatt nem volt házastársa 1878–1885 | Nem nősült meg, uralkodása alatt nem volt házastársa 1878–1885                                                                                          | Nem nősült meg, uralkodása alatt nem volt házastársa 1878–1885 | Nem nősült meg, uralkodása alatt nem volt házastársa 1878–1885 | Nem nősült meg, uralkodása alatt nem volt házastársa 1878–1885 | II. Abdul Rahman                   |
| Nem nősült meg, uralkodása alatt nem volt házastársa 1885–1886 | Nem nősült meg, uralkodása alatt nem volt házastársa 1885–1886                                                                                   | Nem nősült meg, uralkodása alatt nem volt házastársa 1885–1886                                                       | Nem nősült meg, uralkodása alatt nem volt házastársa 1885–1886 | Nem nősült meg, uralkodása alatt nem volt házastársa 1885–1886                                                                                          | Nem nősült meg, uralkodása alatt nem volt házastársa 1885–1886 | Nem nősült meg, uralkodása alatt nem volt házastársa 1885–1886 | Nem nősült meg, uralkodása alatt nem volt házastársa 1885–1886 | Mohamed Sehe                       |
| Nem nősült meg, uralkodása alatt nem volt házastársa 1886–1888 | Nem nősült meg, uralkodása alatt nem volt házastársa 1886–1888                                                                                   | Nem nősült meg, uralkodása alatt nem volt házastársa 1886–1888                                                       | Nem nősült meg, uralkodása alatt nem volt házastársa 1886–1888 | Nem nősült meg, uralkodása alatt nem volt házastársa 1886–1888                                                                                          | Nem nősült meg, uralkodása alatt nem volt házastársa 1886–1888 | Nem nősült meg, uralkodása alatt nem volt házastársa 1886–1888 | Nem nősült meg, uralkodása alatt nem volt házastársa 1886–1888 | Mardzsani bin Abudu Sehe           |
|                                                                | Camille Paule a királynő (szultána) férje | N. Paule | 1867. március 1.                                               | 1901. augusztus 28., Saint-Denis, Réunion morganatikus (rangon aluli) házasság francia csendőr                                                          | 1901. augusztus 28., Saint-Denis, Réunion morganatikus (rangon aluli) házasság francia csendőr                                                                                     | 1909 felesége trónfosztása                                     | 1946. szeptember 22.                                           | Szalima Masamba                    |